# NGC 5915
NGC 5915 est une galaxie spirale barrée située dans la constellation de la Balance. Sa vitesse par rapport au fond diffus cosmologique est de 2 449 ± 13 km/s, ce qui correspond à une distance de Hubble de 36,1 ± 2,5 Mpc (∼118 millions d'al). NGC 5915 a été découverte par l'astronome britannique John Herschel en 1836.
La classe de luminosité de NGC 5915 est I-II et elle présente une large raie HI. Elle renferme également des régions d'hydrogène ionisé. La luminosité de NGC 5915 dans l'infrarouge lointain (de 40 à 400 µm) est égale à 2,63 × 1010 {\displaystyle L_{\odot }} (1010,42{\displaystyle L_{\odot }}) et sa luminosité totale dans l'infrarouge (de 8 à 1 000 µm) est de 3,55 × 1010 {\displaystyle L_{\odot }} (1010,55{\displaystyle L_{\odot }}).
À ce jour, neuf mesures non basées sur le décalage vers le rouge (redshift) donnent une distance de 21,411 ± 6,184 Mpc (∼69,8 millions d'al), ce qui est nettement à l'extérieur des valeurs de la distance de Hubble. Notons cependant que c'est avec la valeur moyenne des mesures indépendantes, lorsqu'elles existent, que la base de données NASA/IPAC calcule le diamètre d'une galaxie et qu'en conséquence le diamètre de NGC 5915 pourrait être d'environ 20,5 kpc (∼66 900 al) si on utilisait la distance de Hubble pour le calculer.

## Un triplet de galaxies

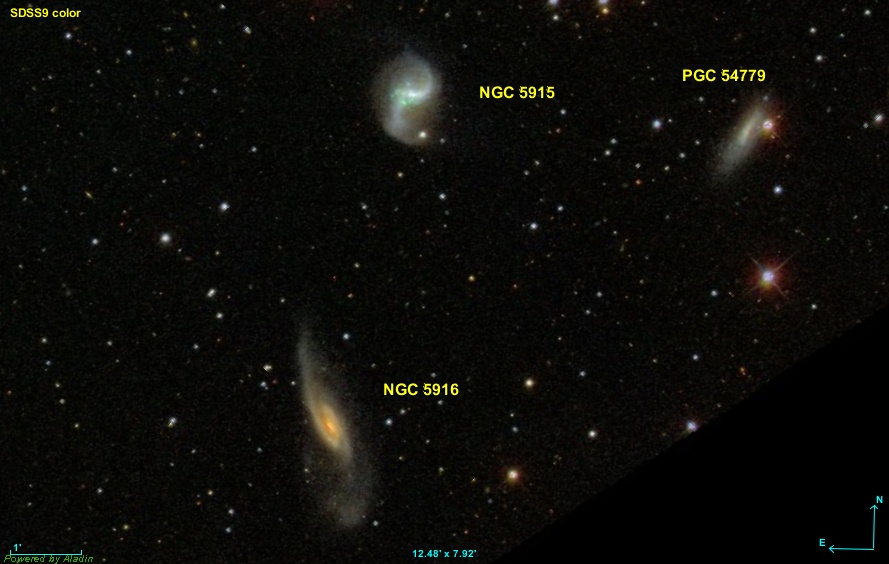
Le triplet de galaxies NGC 5915, NGC 5916 et PGC 54779.

Les distances des galaxies NGC 5916 et PGC 54779 sont respectivement égales à 36,87 ± 2,59 Mpc (∼120 millions d'al) et à 36,41 ± 2,57 Mpc (∼119 millions d'al), ce qui est très similaire à la distance de NGC 5915. Ces trois galaxies forment un triplet de galaxies en interaction gravitationnelle.